# Fayette County, Illinois
Fayette County är ett administrativt område i delstaten Illinois i USA, med 22 140 invånare (2010). Den administrativa huvudorten (county seat) är Vandalia.

## Politik
Fayette County tenderar att rösta på republikanerna i politiska val.
Republikanernas kandidat har vunnit rösterna i countyt i samtliga presidentval under 2000-talet. I valet 2016 vann republikanernas kandidat Donald Trump med 76,9 procent av rösterna mot 19,0 för demokraternas kandidat, vilket är den största segermarginalen i countyt för en kandidat genom alla tider.

## Geografi
Enligt United States Census Bureau har countyt en total area på 1 879 km². 1 856 km² av den arean är land och 23 km² är vatten.

### Angränsande countyn
- Shelby County - nordost
- Effingham County - öst
- Clay County - sydost
- Marion County - syd
- Clinton County - sydväst
- Bond County - väst
- Montgomery County - nordväst